# Discone-antenne
En discone-antenne er en version af en bikonisk antenne, hvor én af keglerne er erstattet af en cirkelskive. En discone-antenne bliver normalt orienteret vertikalt, med cirkelskiven for oven og keglen forneden.
Discone-antennen er Rundstrålende med vertikal polarisation og med forstærkning der svarer til en dipol. Discone-antennen er exceptionelt bredbåndet; med et muligt frekvensområdeforhold på i hvert fald op til 10:1. Strålingsmønsteret i det vertikale plan er ret smalt, hvilket gør dens  følsomhed højest i retningen af horisonten.

## Historie
Den 6. februar 1945 blev Armig G. Kandoian fra New York City givet U.S. patentet 2,368,663 (assignor to Federal Telephone and Radio Corporation (later merged with ITT Corporation)) for en "bredbåndet antenne", fra en ansøgning lavet den 15. maj 1943.
Uddrag fra Kandoian-patentet:

In keeping with progress made during the last few years in the development of ultra-high frequency radio technique, and applications thereof to aircraft communication, direction finding, and so forth, it has become necessary to develop special antennas and antenna systems suitable for installation on such aircraft. Flying conditions are such that these antennas must necessarily be small and rigid in their construction and also offer a minimum of wind resistance, in order that the flying efficiency of the aircraft will be unimpaired. In accordance with my invention I have provided a small rigid antenna suitable for mounting on the surface of the fuselage or other component of the airplane structure and in certain embodiments I have also provided a streamlined protecting shield or housing covering or so cooperating with the construction of the antenna system as to greatly reduce wind resistance. 

## Beskrivelse
Discone-antennen har et brugbart frekvensområde på mindst op til 10 til 1. 
Når discone-antennen anvendes som senderantenne, er den mindre effektiv end en optimal smalbåndet antenne. SWR (standbølgeforholdet) er typisk 1.5:1 eller mindre over adskillige frekvensoktaver. 
En discone-antenne består af tre hoveddele: Cirkelskiven, keglen - isolatoren:
- Cirkelskiven: Cirkelskiven skal have en diameter på 0,7 gange en kvart bølgelængde af antennens laveste frekvens. Antennens fødepunkt er i centrum af cirkelskiven. Cirkelskiven bliver sædvanligvis fødet med 50-ohms koaksialkabel, med centerlederen forbundet til cirkelskiven, og yderlederen forbundet til keglen.
- Keglen: Længden af keglen skal være en kvart bølgelængde af antennens laveste frekvens.[2] Keglens vinkel er normalt fra 25 til 40 grader.
- Isolatoren: Cirkelskiven og keglen skal separeres af en isolator, dimensionerne bestemmer nogle af antennens egenskaber, især nær dens højere frekvens grænse.